# 竹下宏太郎
竹下 宏太郎（たけした こうたろう、1967年3月11日 - ）は、日本の振付師、俳優。
東京都（代々木）出身、身長174cm、体重70kg、血液型A型。鹿児島県奄美大島在住。

## 来歴
狭山ヶ丘高等学校を経て、東洋美術学校生だった1980年代後半から振付師として活動を始める。1991年、米米CLUBの出演したCMの振り付けを担当した関係で、1993年からコンサートでダンサーとして参加、楽曲の振り付けを担当する。米米CLUB解散後、Cubeに所属し、俳優として活動を始め、多くの舞台やドラマで活躍。2004年、後藤ひろひと、川下大洋らが所属する 『Piper』 に移籍。
2003年に元雑誌モデルの妻とともに奄美大島に移住。奄美市の臨時職員として清掃業務を担当する傍ら、カフェバーを経営している。

## 出演

### テレビドラマ
- 引っ越せますか（1993年、日本テレビ） - 木村厚志 役
- ピュア（1996年、フジテレビ） - ジュンイチ 役
- 金田一少年の事件簿 タロット山荘殺人事件（1996年、日本テレビ） - 辻健二 役
- 3番テーブルの客（1996年、フジテレビ）
- 月の輝く夜だから（1997年、フジテレビ）
- 神様、もう少しだけ（1998年、フジテレビ） - 伊沢浩之 役
- 可愛いだけじゃダメかしら? 第3話（1999年1月25日、テレビ朝日）※振付も担当
- 二千年の恋（2000年、フジテレビ）
- ナースのお仕事3（2000年、フジテレビ） - 山名満 役
- 月曜ドラマスペシャル 税務調査官・窓際太郎の事件簿（TBS）
- 松本清張生誕100年スペシャル・夜光の階段 第7話（2009年6月、テレビ朝日）
- フリーター、家を買う。（2010年10月、フジテレビ）
- 白戸修の事件簿 第3話・4話（2012年2月、TBS） - 犬飼武彦 役
- Dr.DMAT 第8話（2014年2月、TBS） - 桑野守 役

### バラエティ
- 前略ヒロミ様（1996年、フジテレビ） - レギュラー：フライングオイスターズ
- iQバトル!20世紀（1999年、フジテレビ721） - 司会
- サラリーマンNEO Season2（2007年、NHK）
- 爆報! THE フライデー（2017年2月17日・2020年12月11日、TBS）[1][2]

### ドキュメンタリー
- 感道大陸!アメリカ（2012年9月2日、BS-TBS） - 旅人

### 映画
- 毎日が夏休み（1994年）
- ガメラ 大怪獣空中決戦（1995年）
- (ハル)（1996年） - 戸部正午 役
- スワロウテイル（1996年）
- お墓がない!（1998年）
- ALLDAYS 二丁目の朝日（2008年） - 前田太郎 役
- 少林少女（2008年）
- シン・ゴジラ（2016年）[3]

### Vシネマ
- 新・静かなるドン 全1〜6巻 - 主人公：近藤静也 役

### 舞台
- 作者をせかす六人の主人公たち - ウォー・バック 役、振付
- 有毒少年（2011年） - 蠅男 役、振付
- 遠い夏のゴッホ（2013年） - バンクォー 役
- 東京パフォーマンスドール PLAY×LIVE 『1×0』（2013年） - ゼペット 役、振付

### 振付
- アーノルド・シュワルツネッガー出演　日清食品「カップヌードル」
- 本木雅弘出演　大塚ビバレジ「JAVA-TEA」シリーズ
- 内田有紀出演　エプソン「カラリオ」
- 西田ひかる出演　ハウス「フルーチェ」「カレーマルシェ」シリーズ
- 篠原涼子出演　「カップ麺・エージャン」
- 江口洋介・大塚寧々出演　日産「ルキノ」
- 香取慎吾出演　カネボウ「ヌーディミルキーワックス」
- 細川ふみえ出演 「バスロマン」